# Forskningsstationen NIPR

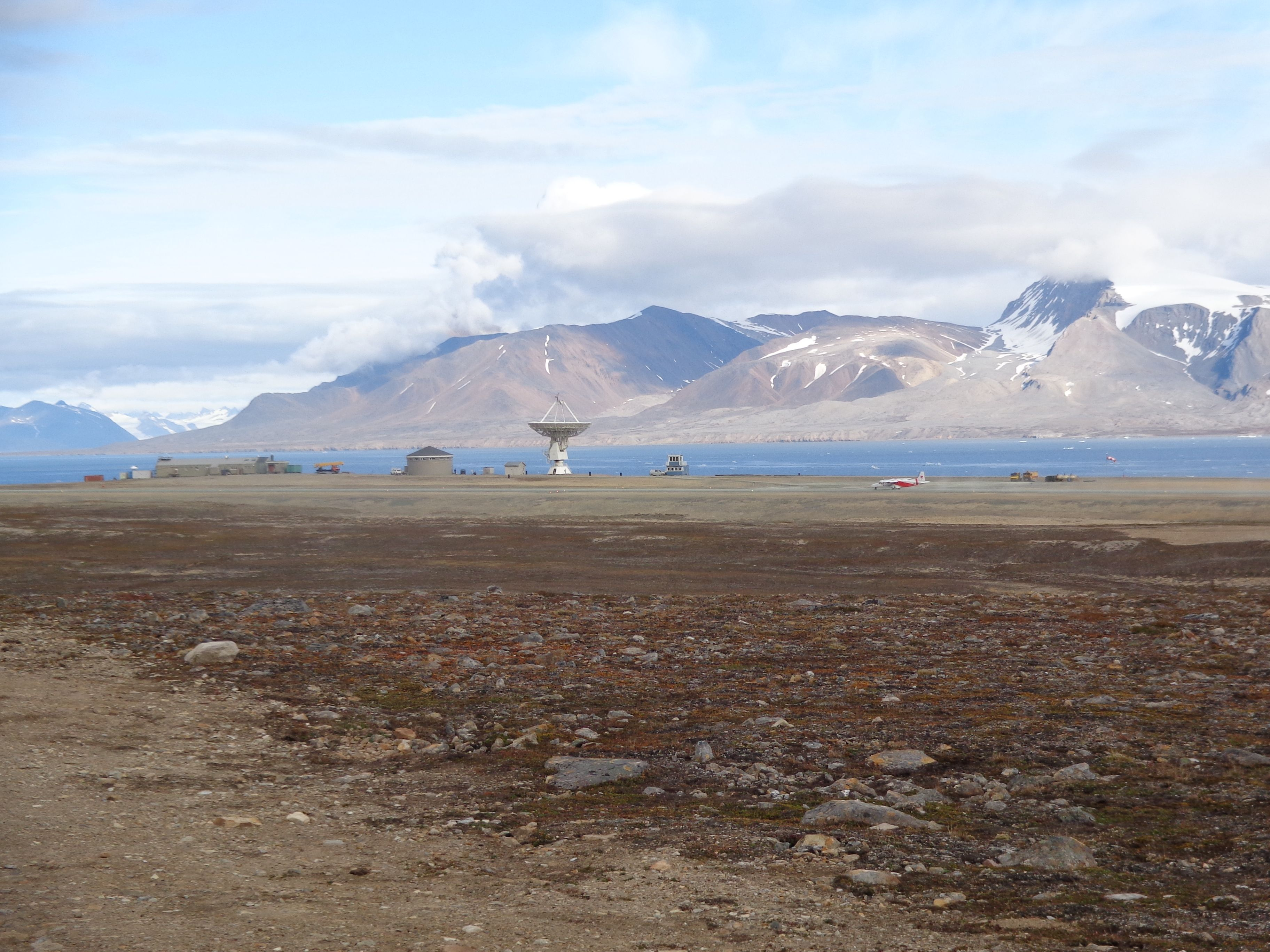
Ny-Ålesunds flygplats, med Forskningsstationen NIPC till vänster i bilden

Forskningsstationen NIPR, Rabben, är en japansk polarforskningsstation i Ny-Ålesund i Svalbard.
Forskningsstationen NIPR, Rabben, inrättades 1991 av National Institute of Polar Research i Tokyo i Japan och drivs av dess Arctic Environment Research Center, som också har ett kontor på Universitetssenteret på Svalbard i Longyearbyen. Den forskar om havsisar och förhållanden i de övre atmosfärlagren samt inom oceanografi, marinekologi, annan ekologi, atmosfärkunskap och glaciologi.
Forskningsstationen ligger strax väster om Ny-Ålesund vid landningsbanan på Ny-Ålesunds flygplats. En flyttning av stationen till samhällets centrum planeras (2018).
[uppföljning saknas]
Stationen har en golvyta på 276 kvadratmeter. Det har ett observatorierum, laboratorium och lagerrum. Forskningsstationen är inte bemannad vintertid.